# Одеський автобус
Одеський автобус — система громадського автобусного транспорту Одеси.

## Історія
В березні 2015 року було помічено два автобуси MAN Lion's City на маршруті № 190.
З грудня 2015 року було помічено вісім автобусів Neoplan N4407, які працювали в Авіньйоні на маршрутах № 120 і 190.
В липні 2016 року було запущено декілька автобусів Kutsenits Hydra City III на маршрут № 130.
З 2 вересня 2017 року маршрут № 117 був скорочений до Пересипського моста, а маршрут № 137 продовжений до вул. Сахарова.
З 7 липня 2017 року маршрут № 117 був продовжений до вул. Віталія Нестеренка, а маршрут № 137 до Шкільного аеродрому.
З 5 лютого 2018 року маршрут № 137 був скорочений до Пересипського моста.
27 липня 2023 року було відновлено маршрути №18Т, 165.
22 грудня 2023 року було відновлено маршрут № 141 з продовженням до вулиці Преображенська. Посадку автобуси не здійснювали, ймовірний хронометраж для уточнення графіку роботи даного маршруту. Станом на 5 квітня 2024 року було відомо, що через законодавчі обмеження автобуси не можуть вийти на маршрут № 141.

## Маршрути

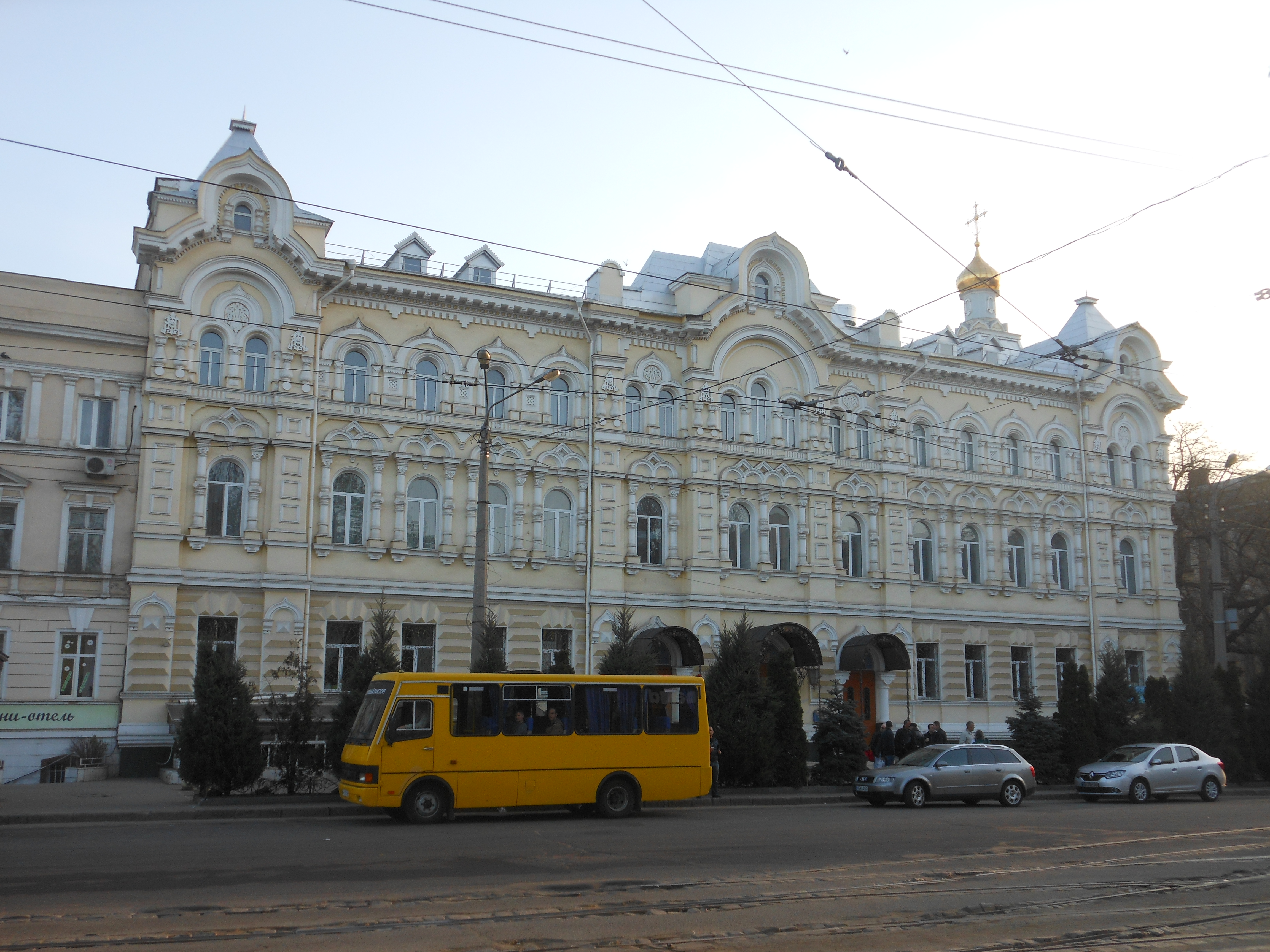

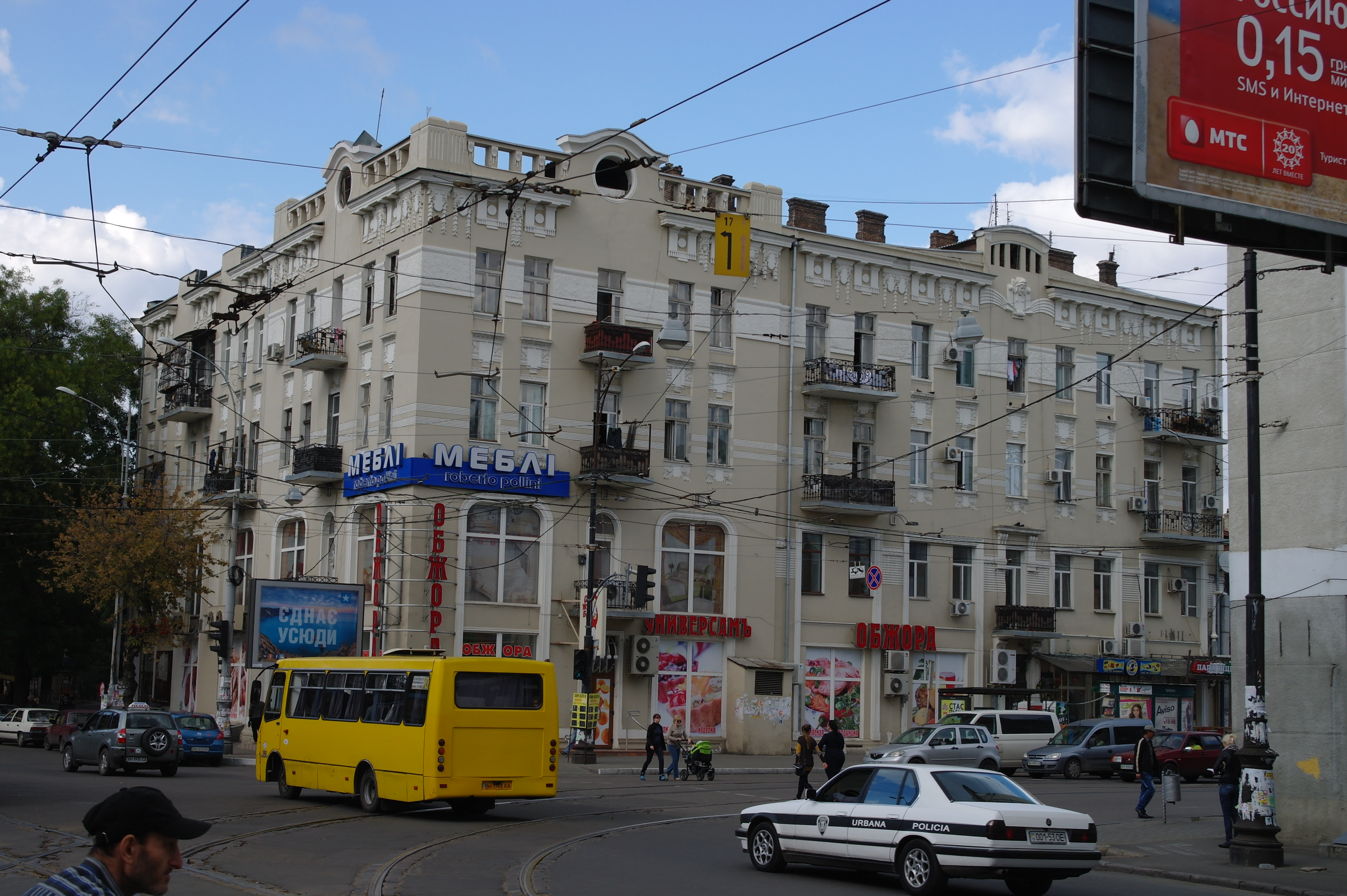

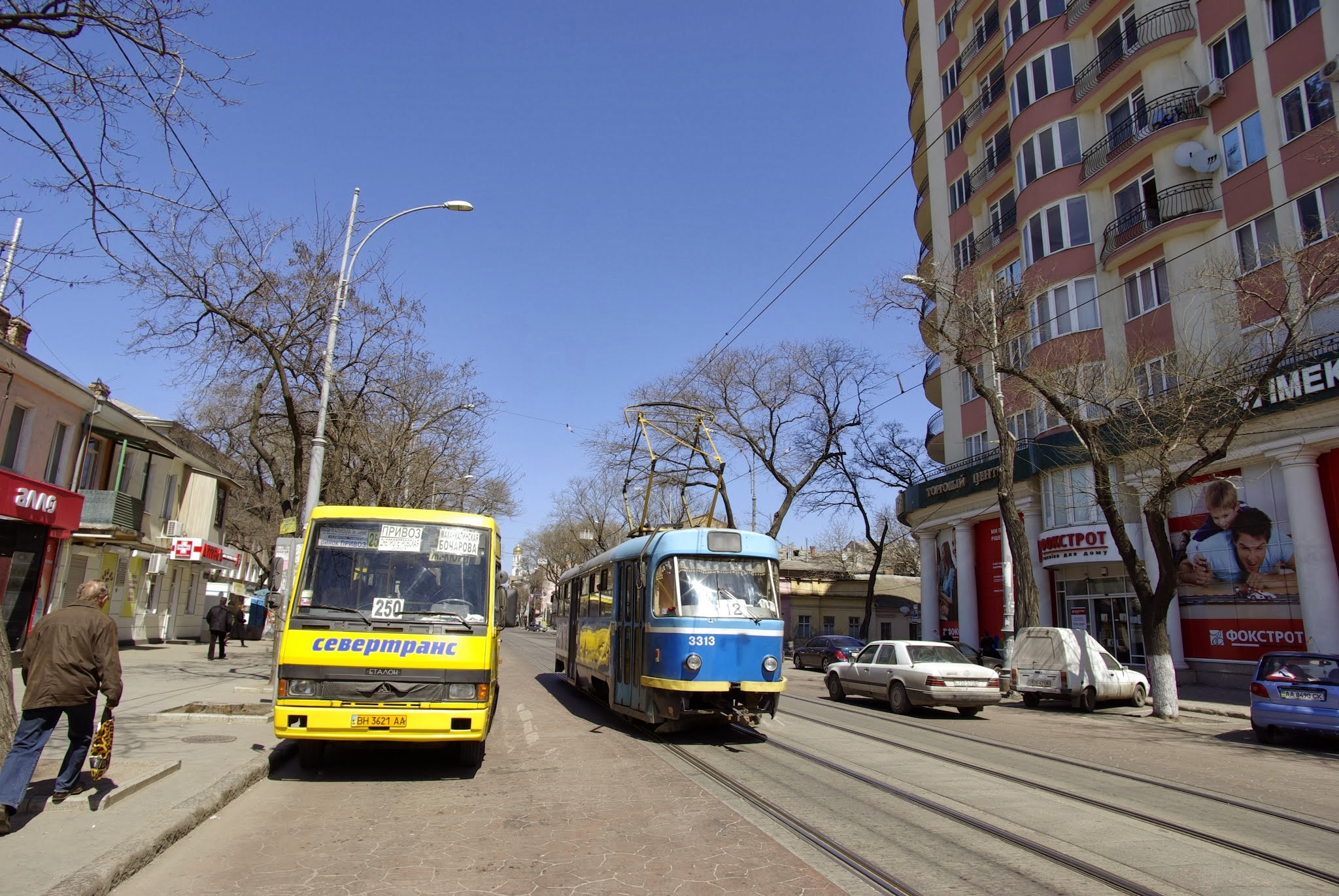

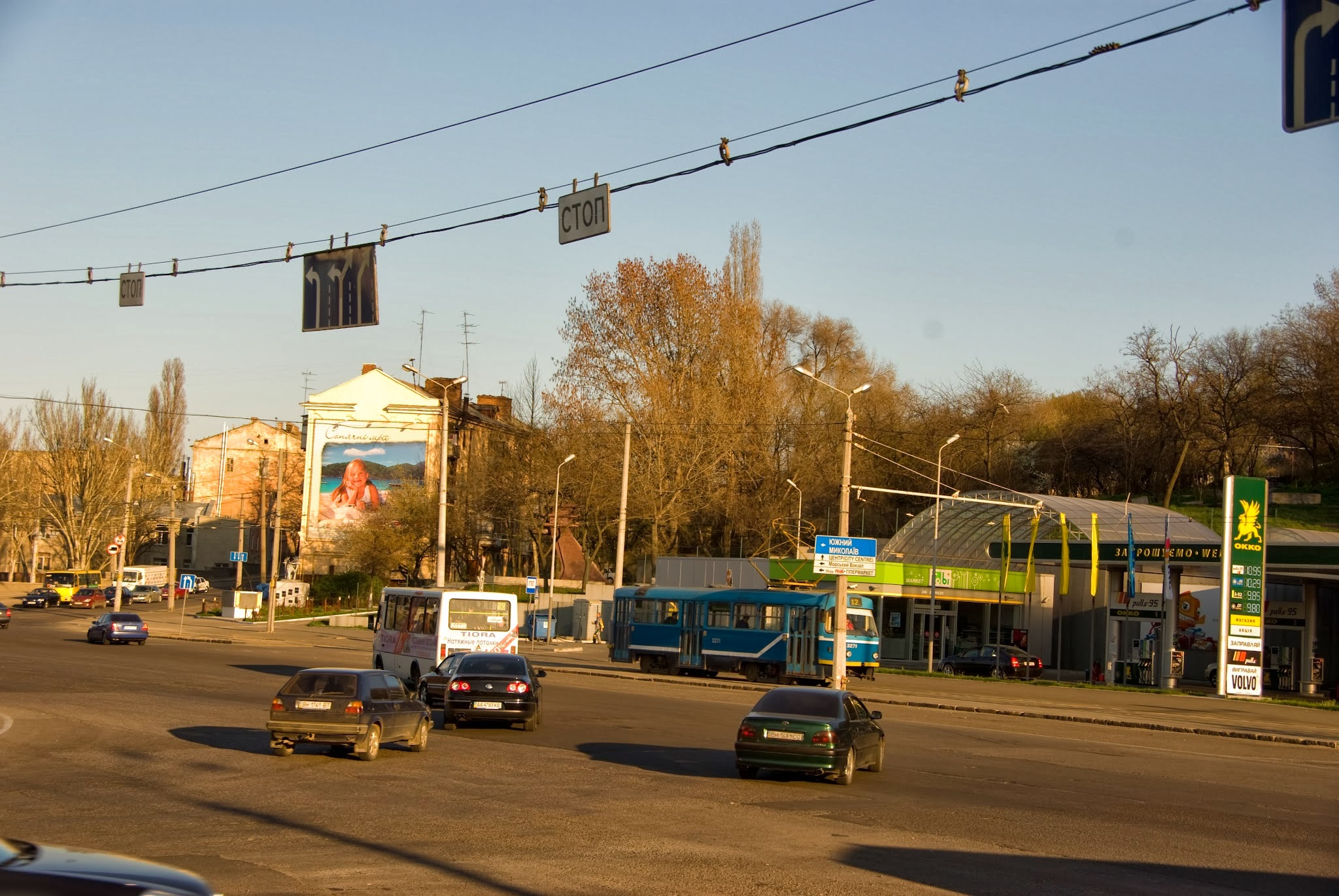

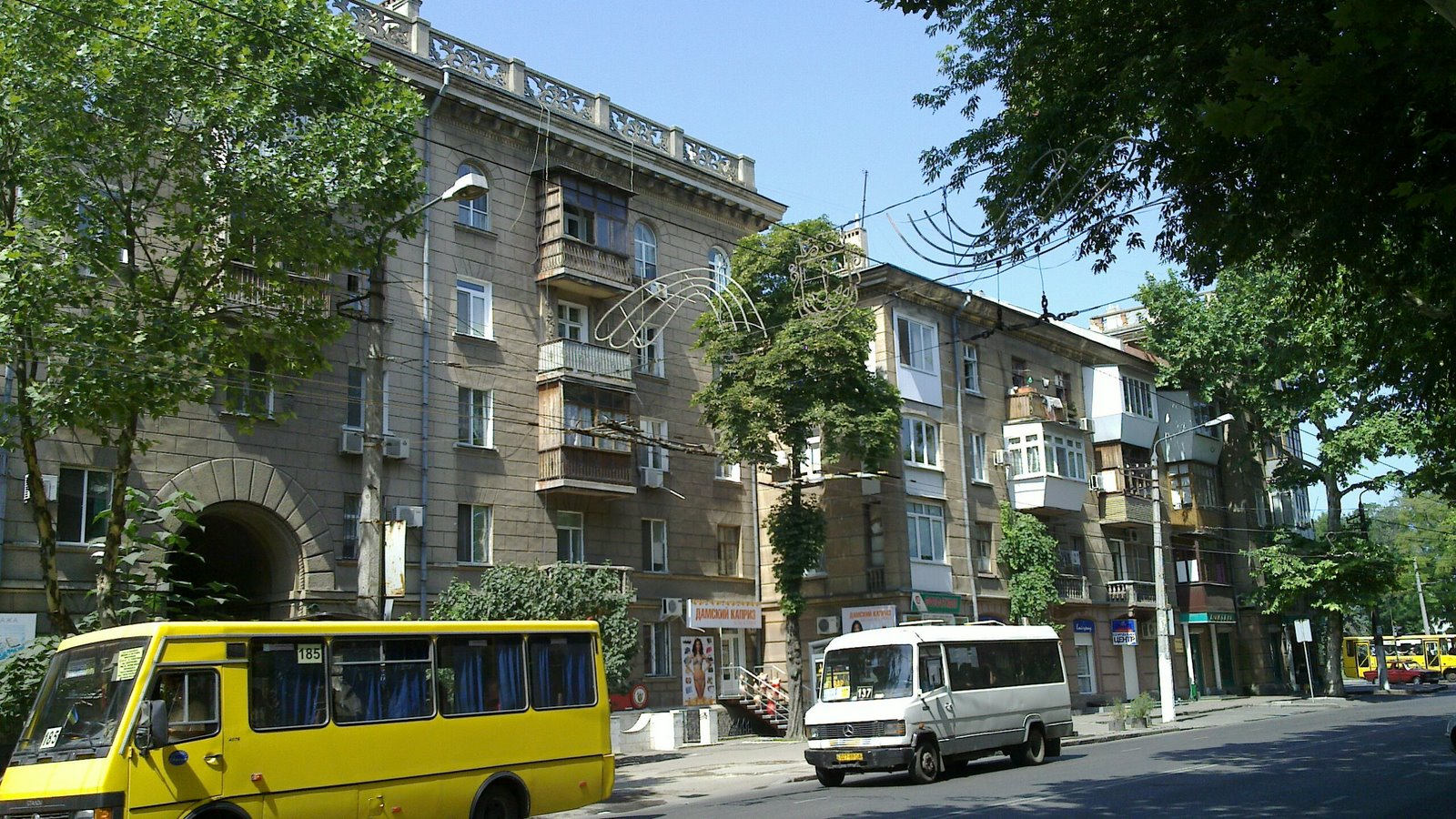

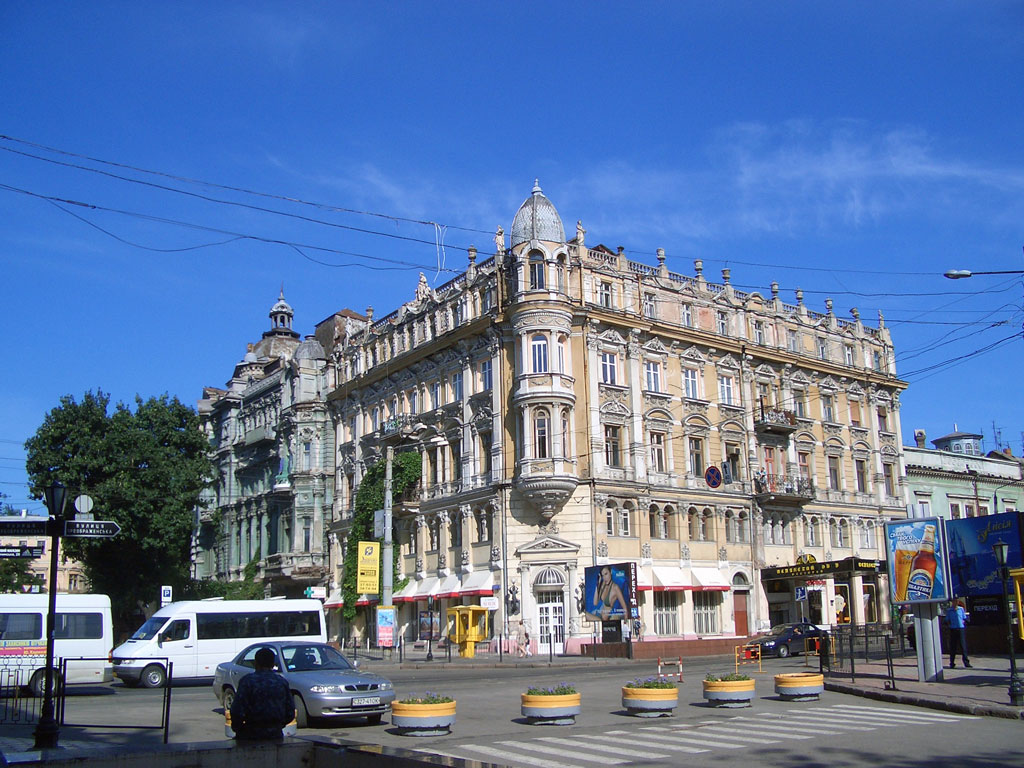

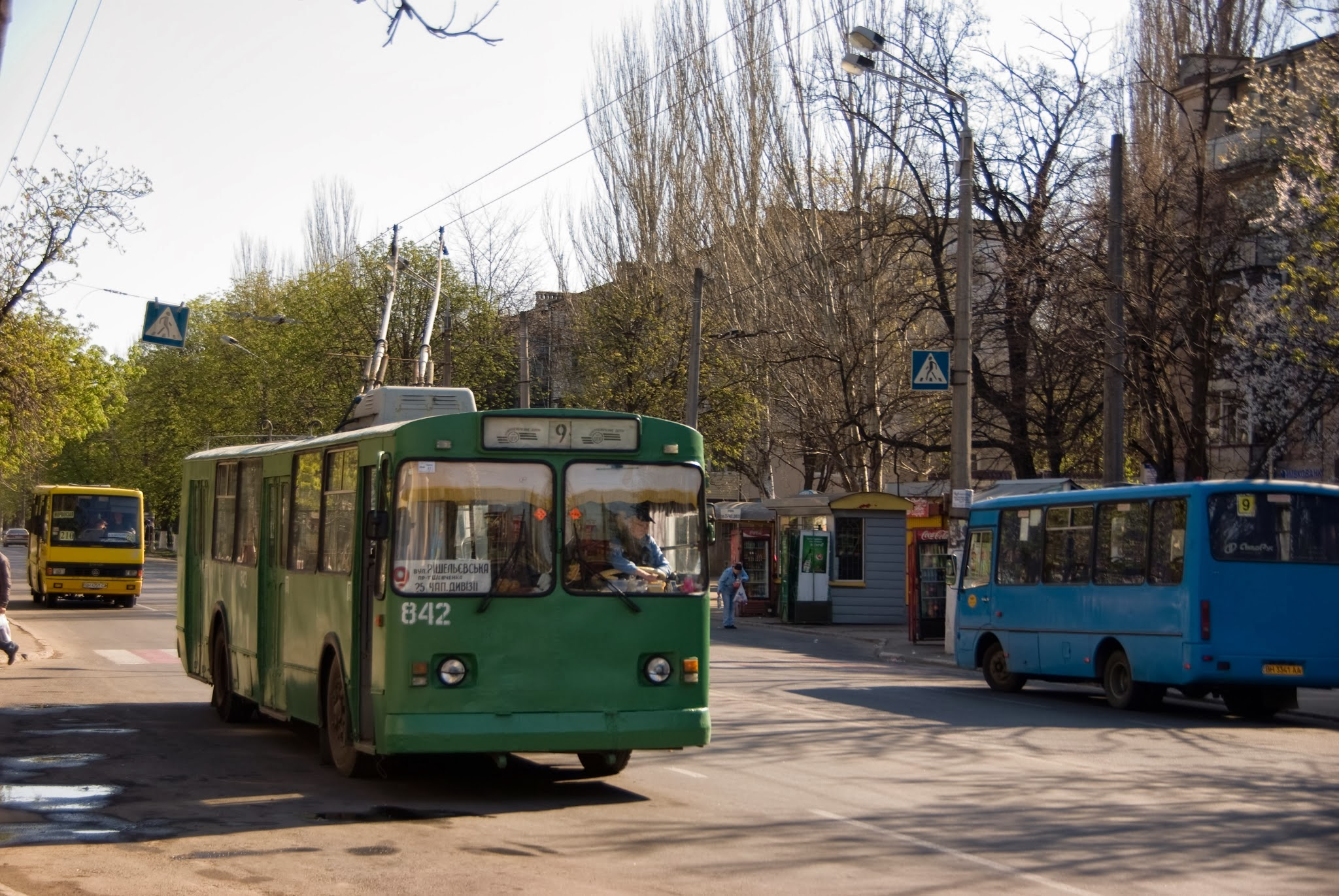

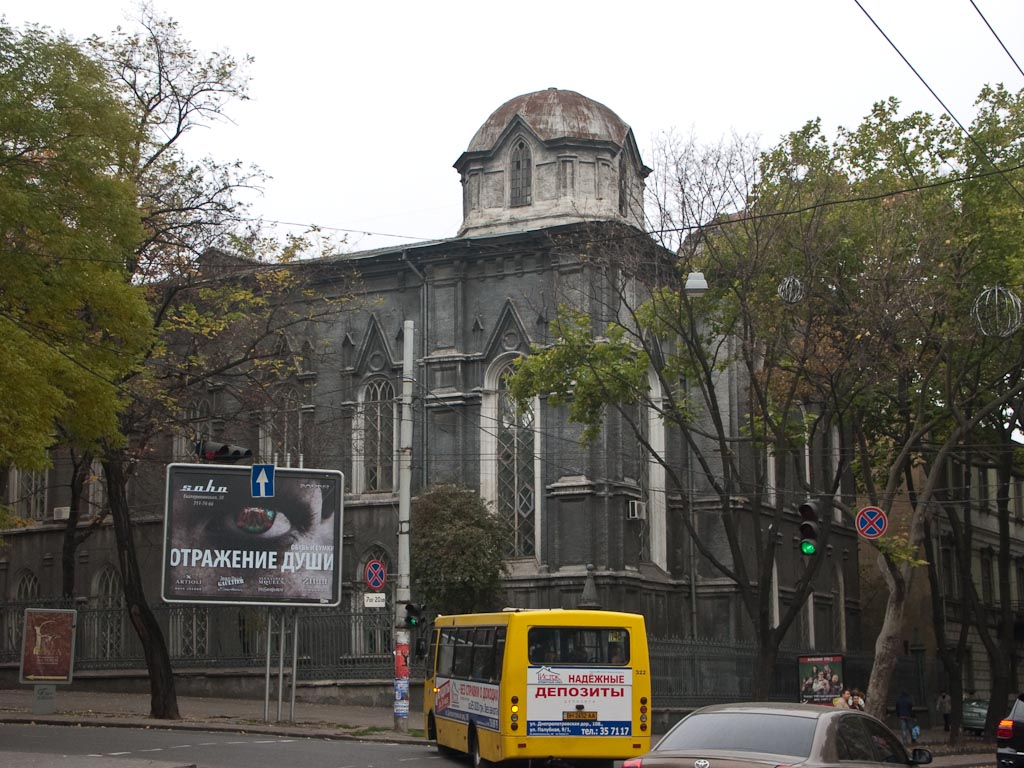

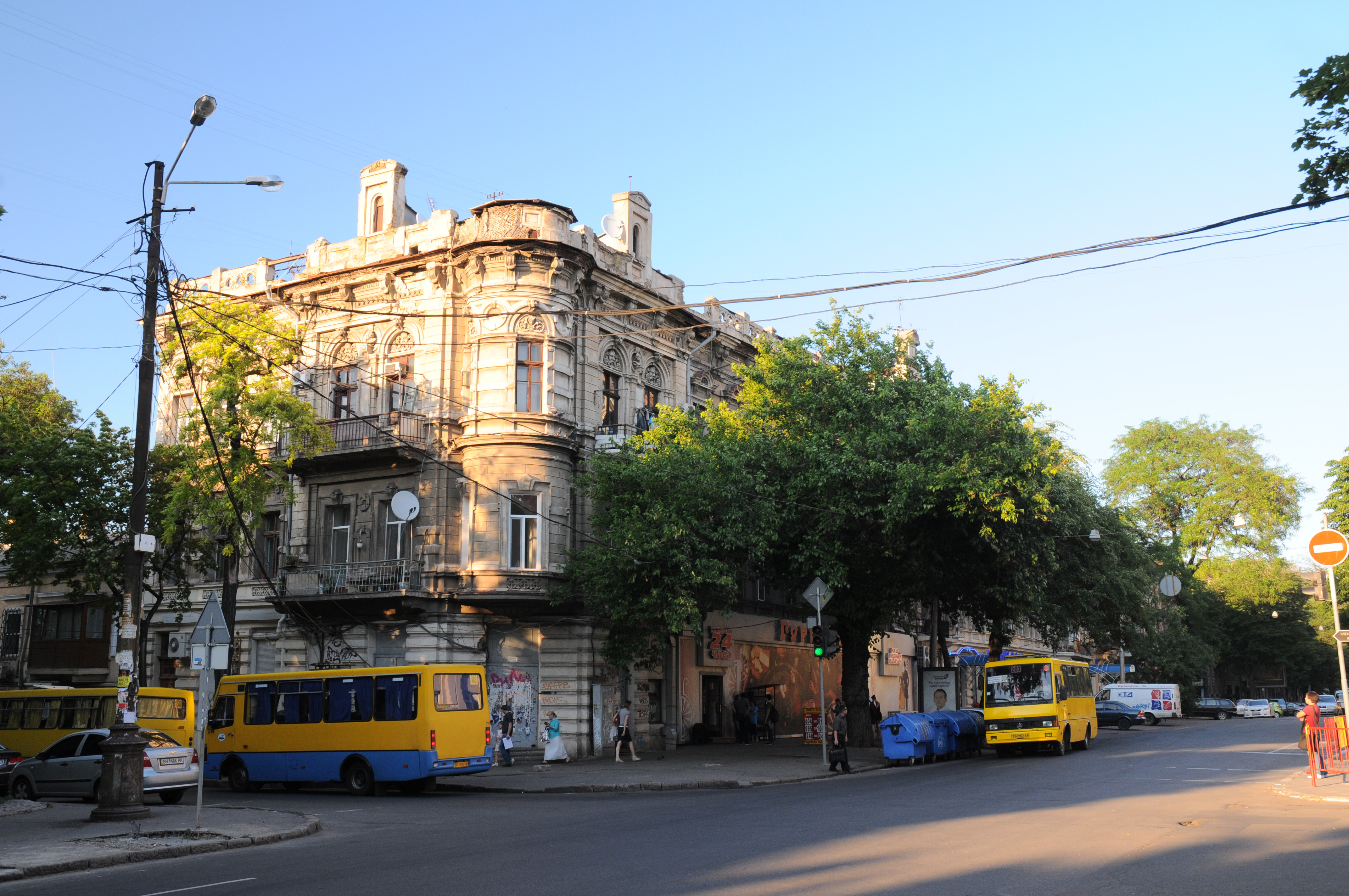

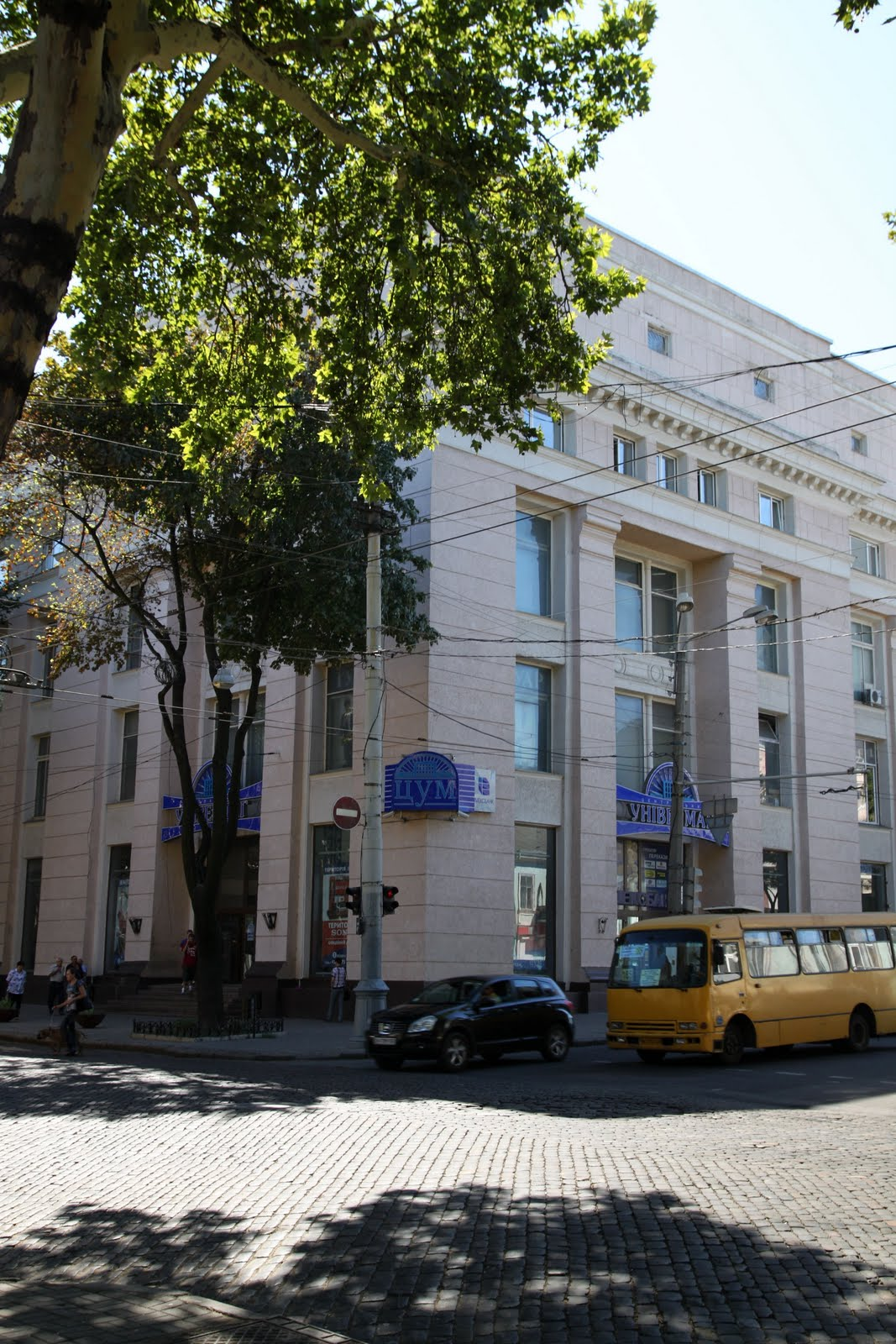

| Перелік автобусних маршрутів міста Одеса | Перелік автобусних маршрутів міста Одеса | Перелік автобусних маршрутів міста Одеса | Перелік автобусних маршрутів міста Одеса | Перелік автобусних маршрутів міста Одеса | Перелік автобусних маршрутів міста Одеса | Перелік автобусних маршрутів міста Одеса |
| №                                        | Початковий пункт                         | Кінцевий пункт                           | Інтервал руху, хв.                       | Режим роботи                             | Перевізник                               | Примітки |
| Автобусні маршрути до промринку 7 км     | Автобусні маршрути до промринку 7 км     | Автобусні маршрути до промринку 7 км     | Автобусні маршрути до промринку 7 км     | Автобусні маршрути до промринку 7 км     | Автобусні маршрути до промринку 7 км     | Автобусні маршрути до промринку 7 км |
| ---------------------------------------- | ---------------------------------------- | ---------------------------------------- | ---------------------------------------- | ---------------------------------------- | ---------------------------------------- | --- |
| 4                                        | ВТЦ «На Середньофонтанській»             | Промринок 7 км                           | 5                                        | 05:00—15:30                              | Турист                                   | Працює по 1, 4, 5, 6 дням тижня |
| 6                                        | вул. Академіка Заболотного               | Промринок 7 км (Поле Чудес)              | 20—30                                    | 05:20—15:40                              | Аліта-Автотранс                          | Працює щоденно, ціна 15₴ |
| 7                                        | Вулиця Архітекторська                    | Промринок 7 км                           | 7                                        | 05:30—14:30                              | Турист                                   | Працює по 1, 4, 5, 6 дням тижня |
| 8                                        | Проспект Українських Героїв              | Промринок 7 км                           | 9                                        | 05:30—20:00                              | Віраж                                    | Працює по 1, 4, 5, 6 дням тижня |
| 11                                       | вул. Євгена Чикаленка                    | Промринок 7 км                           | 9                                        | 05:00—15:30                              | Віраж                                    | Працює по 1, 4, 5, 6 дням тижня |
| 16                                       | вул. Владислава Бувалкіна                | Промринок 7 км (Поле Чудес)              | 10                                       | 05:00—18:10                              | Аліта-Автотранс                          | Працює по 1, 4, 5, 6 дням тижня |
| 18                                       | 7-а станція Люстдорфської дороги         | Промринок 7 км                           | 9                                        | 05:00—14:20                              | Віраж                                    | З 2019 р. не працює |
| 23                                       | Вулиця Ядова                             | Промринок 7 км                           | 13                                       | 03:30—15:25                              | Віраж                                    | Працює по 1, 4, 5, 6 дням тижня |
| 171                                      | Залізничний вокзал                       | Промринок 7 км                           | 3                                        | 04:50—17:00                              | Турист                                   | Працює по 1, 4, 5, 6 дням тижня |
| Міські автобусні маршрути                |                                          |                                          |                                          |                                          |                                          | |
| 6А                                       | вул. Академіка Заболотного               | Кладовище "Західне"                      |                                          |                                          | ОМЕТ                                     | Працював в поминальні дні. З 2018 р. не працює |
| 30А                                      | Іванівський шляхопровід                  | Херсонський сквер                        |                                          |                                          | Північ Транс                             | Маршрут введено після закриття трамвайного маршруту № 30. З 2009 р. не працює. Станом на 1 травня не знайшлось жодного перевізника, який мав обслуговувати даний маршрут.                                                             |
| 100А                                     | Залізничний вокзал                       | вул. Владислава Бувалкіна                |                                          |                                          | Північ Транс                             | З 2016 р. не працює. Станом на 1 травня не знайшлось жодного перевізника, який мав обслуговувати даний маршрут. |
| 104                                      | Селище Шевченка                          | вул. Марсельська                         | 50                                       | 06:00—19:00                              | Північ-Транс                             | |
| 105                                      | Вулиця Старорізницька                    | с. Жевахівське                           | 70                                       | 06:50—18:30                              | Турист                                   | |
| 105А                                     | Вулиця Горбиста                          | вул. 7-ма Пересипська                    | 10                                       | 06:30—01:00                              | Турист                                   | |
| 110                                      | Залізничний вокзал                       | Санаторій «Куяльник»                     | 27                                       | 06:40—18:40                              | АТП Кіностудії                           | |
| 111                                      | вул. Преображенська                      | Усатове                                  | 9                                        | 06:00—19:00                              | Турист                                   | |
| 112                                      | пл. Тираспольська                        | Тепличний комбінат                       | 64                                       | 06:50—18:35                              | Турист                                   | З 2016 р. не працює |
| 115                                      | Площа 10 Квітня                          | Селище Цукрове                           | 35                                       | 06:30—17:35                              | АТП Кіностудії                           | |
| 117                                      | Аеропорт                                 | вул. Віталія Нестеренка                  | 8—18                                     | 06:00—17:40                              |                                          | |
| 120                                      | Залізничний вокзал                       | вул. 28 бригади                          | 8                                        | 05:30—23:40                              | Північ Транс                             | З 2021 р. не працює |
| 121                                      | Проспект Небесної Сотні                  | ТРЦ «Рів'єра»                            | 15—23                                    | 06:00—22:00                              | Віраж                                    | |
| 124                                      | 11-а станція Люстдорфської дороги        | Селище Цукрове                           | 10—40                                    | 06:00—22:00                              | Турист                                   | З 2012 р. не працює. Станом на 1 травня не знайшлось жодного перевізника, який мав обслуговувати даний маршрут. |
| 126                                      | пл. Тираспольська                        | Сільгосптехніка                          | 70                                       | 07:30—17:40                              | Північ Транс                             | З 2021 р. не працює |
| 127                                      | Меморіал 411-ї батареї                   | Інфекційна лікарня                       | 7—8                                      | 06:00—22:00                              | Північ Транс                             | |
| 129                                      | Аеропорт                                 | Ринок «Привоз»                           | 30                                       | 07:00—19:00                              | Північ Транс                             | З 2018 р. не працює |
| 130                                      | ТЦ «Суворовський»                        | Вулиця Святослава Караванського          | 25—40                                    | 06:00—22:30                              | Північ Транс                             | З 2021 р. не працює |
| 135                                      | пл. Тираспольська                        | Нафтозавод                               | 60                                       | 06:30—19:30                              | Південьтранс                             | З 2011 р. не працює |
| 137                                      | Вулиця Іглезі                            | Пересипський міст                        | 25—40                                    | 06:00—20:00                              |                                          | |
| 141                                      | вул. 28 бригади                          | вул. Преображенська                      | ?                                        | ?                                        | ОМЕТ                                     | Відбувається хронометраж. |
| 145                                      | Житломасив «Райдужний»                   | вул. Ярослава Баіса                      | 10—20                                    | 06:15—21:00                              | Ніка                                     | |
| 146                                      | Проспект Небесної Сотні                  | вул. Давида Ойстраха                     | 4                                        | 06:30—22:00                              | Віраж                                    | |
| 148                                      | Вулиця Архітекторська                    | Проспект Українських Героїв              | 4                                        | 06:15—22:30                              | Гленкор-Південь                          | |
| 149                                      | ТЦ «Епіцентр»                            | Проспект Українських Героїв              | 11—16                                    | 07:00—21:00                              | Аліта-Автотранс                          | |
| 150                                      | Житломасив «Південний»                   | Проспект Українських Героїв              | 3                                        | 06:00—21:25                              | Турист                                   | |
| 154                                      | Парк імені Тараса Шевченка               | Застава II                               |                                          |                                          |                                          | Відкрився 21.03.2006, який проіснував всього тиждень до 27.03.2006. Маршрут проходив за схемою руху трамвая № 4, на ньому працювало 2 автобуса ПАЗ[уточнити], з вартістю проїзду 1,00 ₴. Скасований через відсутність пасажиропотоку. |
| 154                                      | Парк імені Тараса Шевченка               | Застава I                                |                                          |                                          |                                          | 27.04.2006 відкритий, як тимчасовий маршрут, через реконструкцію на той час по вул. Успенській. Прямував через ринок «Привоз» і працював з 08:00 до 16:00.                                                                            |
| 155                                      | Залізничний вокзал                       | вул. 28 бригади                          |                                          |                                          | Північ Транс                             | З 2014 р. не працює. Станом на 1 травня не знайшлось жодного перевізника, який мав обслуговувати даний маршрут. |
| 165                                      | Ринок «Привоз»                           | вул. 28 бригади                          | 60                                       | 06:00—19:00                              | Північ Транс                             | |
| 168                                      | Вулиця маршала Говорова                  | ТЦ «Суворовський»                        | 15—20                                    | 07:00—22:00                              | Турист, Кіностудії                       | |
| 175                                      | Меморіал 411-ї батареї                   | Соборна площа                            | 3                                        | 06:30—22:00                              | Віраж                                    | |
| 185                                      | Меморіал 411-ї батареї                   | Соборна площа                            | 20—30                                    | 05:45—21:40                              | Віраж                                    | |
| 190                                      | Куликове Поле                            | вул. 28 бригади                          | 3—4                                      | 06:00—21:00                              | Північ Транс, Ніка                       | |
| 191                                      | Меморіал 411-ї батареї                   | Пересипський міст                        | 7—13                                     | 05:30—21:00                              | Ніка, АТП Кіностудії                     | |
| 197                                      | Меморіал 411-ї батареї                   | Вулиця Нежданової                        | 15—33                                    | 06:30—20:30                              | Турист                                   | |
| 197к                                     | Золотий берег                            | Вулиця Архітекторська                    |                                          |                                          | Північ Транс                             | Призначався в літній період. З 2015 р. скасований. |
| 198                                      | Аркадія                                  | Вулиця Нежданової                        | 6                                        | 07:00—21:00                              | Турист                                   | |
| 201                                      | Вулиця Несумна                           | Старосінна площа                         | 5—20                                     | 05:10—21:20                              | Авторух-сервіс                           | |
| 203                                      | Парк імені Тараса Шевченка               | Цементний завод                          | 7                                        | 07:00—21:30                              | Віраж                                    | |
| 208                                      | Технікум нафти та газу                   | Вулиця Промислова                        | 12—20                                    | 06:00—22:00                              | Гленкор-Південь                          | |
| 210                                      | Житломасив «Ульянівський»                | Вулиця Приморська                        | 3                                        | 06:30—21:00                              | Північ Транс                             | З моменту введення карантину спричиненеого хворобою COVID-19 маршрут скасований. Станом на 1 травня не знайшлось жодного перевізника, який мав обслуговувати даний маршрут.                                                           |
| 214                                      | Свято-Іверський монастир                 | Онкологічний диспансер                   | 6                                        | 05:50—21:00                              | Турист                                   | |
| 215                                      | вул. Преображенська                      | 16-а станція Великого Фонтану            |                                          |                                          | Північ Транс                             | З 2018 р. не працює. Станом на 1 травня не знайшлось жодного перевізника, який мав обслуговувати даний маршрут. |
| 220А                                     | Економічний університет                  | Рибний порт                              | 4                                        | 06:00—20:50                              | Швидкі Автобусні Маршрути                | |
| 221                                      | Червоний Хутір                           | Вулиця Торгова                           | 4                                        | 06:30—23:10                              | Швидкі Автобусні Маршрути                | |
| 232А                                     | ТЦ «Таіровський»                         | Академістечко                            | 4—8                                      | 05:10—22:30                              | Північ-Транс                             | |
| 233                                      | Парк імені Тараса Шевченка               | Два Стовба                               | 10                                       | 05:50—21:00                              | Ніка                                     | |
| 236                                      | вул. Євгена Чикаленка                    | Пересипський міст                        |                                          |                                          | АТП Південне                             | З 2007 р. не працює |
| 237                                      | Вулиця Агрономічна                       | Старосінна площа                         | 38                                       | 07:00—19:10                              | Старс Транс                              | З 2022 р. не працює |
| 240                                      | Ринок «Привоз»                           | вул. 28 бригади                          | 7                                        | 05:20—00:00                              | Північ Транс                             | |
| 242                                      | Лікарня водників                         | вул. 28 бригади                          | 4                                        | 05:40—23:00                              | Північ Транс                             | |
| 250                                      | Ринок «Привоз»                           | Вулиця Жоліо-Кюрі                        | 6                                        | 06:05—22:00                              | Північ Транс                             | |
| 263                                      | Житломасив «Ульянівський»                | 13-а станція Великого Фонтану            |                                          |                                          | Старс Транс                              | З 2012 р. не працює. Станом на 1 травня не знайшлось жодного перевізника, який мав обслуговувати даний маршрут. |
| 280                                      | Вулиця Архітекторська                    | Конюшиновий міст                         | 30                                       | 07:00—21:00                              | Гленкор-Південь                          | |
| 288                                      | Дитячий комбінат                         | Кладовище "Західне"                      | Особливий розклад                        | Особливий розклад                        | Ніка                                     | Працює в поминальні дні |
| Приміські автобусні маршрути             |                                          |                                          |                                          |                                          |                                          | |
| 13                                       | вул. Марсельська                         | с. Олександрівка                         | 15                                       | 06:00—20:30                              | Північ Транс                             | |
| 18Т                                      | Дитячий санаторій «Молода Гвардія»       | смт Чорноморське (Санаторій «Чабанка»)   | 30—50                                    | 06:00—21:00                              | Північ Транс                             | |
| 25                                       | Залізничний вокзал                       | Автовокзал «Чорноморськ»                 | 30                                       | 06:30—22:30                              | Автотранс Україна                        | |
| 31                                       | вул. Владислава Бувалкіна                | с. Корсунці                              | 10—30                                    | 06:00—21:00                              | Північ Транс                             | |
| 39                                       | вул. Марсельська                         | с. Світле (Куліндорівські Дачі)          | 20                                       | 06:00—21:00                              | Північ Транс                             | |
| 59                                       | вул. Марсельська                         | с. Красносілка                           | 15                                       | 05:30—20:40                              | Північ Транс                             | |
| 67                                       | Обласна лікарня                          | м. Південне                              | 20—25                                    | 05:30—19:30                              | Північ Транс                             | |
| 68                                       | Ринок «Привоз»                           | м. Південне                              | 90—120                                   | 06:15—22:00                              | Північ Транс                             | |
| 1511                                     | ЖК «7 Небо»                              | Залізничний вокзал                       | 15—20                                    | 05:45—21:45                              | Овідіопольавтотранс                      | |
| Тимчасові автобусні маршрути             |                                          |                                          |                                          |                                          |                                          | |
| 18Т                                      | 11-а станція Великого Фонтану            | 16-а станція Великого Фонтану            |                                          |                                          | Північ Транс                             | Працює на час заміни трамвайного маршруту № 18 під час реконструкції кільця на 16 ст. Великого Фонтану |

## Вартість проїзду
З 5 березня 2015 року вартість проїзду на міських маршрутах підвищена до 5,00 ₴.
З 10 січня 2017 року на маршруті № 25 вартість проїзду підвищена до 17,00 ₴.
З 15 січня 2018 року вартість проїзду на міських маршрутах підвищена до 7,00 ₴.
З 2 липня 2022 року вартість проїзду на міських маршрутах підвищена з 10,00 ₴ до 15,00 ₴.

## Низькопідлогові автобуси
Станом на листопад 2017 року низькопідлогові автобуси працювали на маршрутах № 11, 104, 105а, 117, 124, 130, 137, 145, 149, 150, 168, 175, 185, 190, 191, 197, 200, 201, 208, 210, 221, 232а, 250.
Станом на січень 2018 року було додано низькопідлоговий автобус на маршрут № 9 і вилучено з маршруту № 200.
Станом на квітень 2018 року було вилучено низькопідлоговий автобус з маршруту № 9.
Станом на листопад 2018 року було змінено графік низькопідлогових автобусів. Також було додано низькопідлоговий автобус на маршрут № 121 і вилучено з маршруту № 11.
Станом на лютий 2019 року було додано низькопідлоговий автобус на маршрут № 148.
22 грудня 2023 року відновили маршрут № 141 задля хронометражу. На маршруті курсують виключно автобуси Mercedes-Benz Citaro з міста Регенсбург. Зараз, через законодавчі обмеження їх не можуть запустити на маршрути вже з пасажирами. З одного боку, легально ввозити та розмитнювати можна лише автобуси, які відповідають нормам "Євро-5" та новішим. Але ті автобуси, що мають нижчий екологічний клас (Євро-4) - можна ввезти та розмитнити як гуманітарну допомогу. Але законодавство забороняє випускати на маршрути гуманітарні автобуси, оскільки за проїзд в них не можна брати оплату. 
Саме тому міська влада Одеси звернулася до центральних органів влади з пропозицією змін законодавства, які б дозволили міським комунальним підприємствам тим чи іншим шляхом використовувати гуманітарні автобуси та інший громадський транспорт саме для пасажирських перевезень. 